# بازی با آتش
بازی با آتش (انگلیسی: Playing with Fire) یک فیلم در ژانر کمدی به کارگردانی اندی فیکمن است که در سال ۲۰۱۹ منتشر شد. از بازیگران آن می‌توان به جان سینا، برایانا هیلدبرند، جودی گریر، کیگان-مایکل کی، و جان لگویزمائو اشاره کرد.
دوبله فارسی این فیلم با عنوان «پناهگاه امن» از شبکه دو پخش شد.

## خلاصهٔ داستان
فیلم داستان یک گروه از آتشنشانان قوی را به تصویر میکشد که در کارشان خیلی موفق هستند. اما با سه کودک غیر قابل کنترل رو به رو میشوند که آن ها را در شرایط سختی قرار میدهند.